# Cédric Fauré
Cédric Fauré (Toulouse, 14 februari 1979) is een Frans voormalig voetballer en trainer. Tijdens zijn carrière als voetballer speelde Fauré als aanvaller.

## Clubcarrière
Fauré werd geboren in Toulouse en maakte in 2002 zijn opwachting in het profvoetbal bij Toulouse FC. Daarna speelde hij bij EA Guingamp, Istres, Le Mans, Stade Reims en Le Havre. In 2009 ging de spits voor de tweede maal naar Stade Reims. In 2012 trok hij naar EA Guingamp, waar hij ook al eerder bij speelde. In januari 2014 werd Fauré getransfereerd naar Sporting Charleroi. Op 8 februari 2014 debuteerde hij in de Jupiler Pro League in de uitwedstrijd tegen Lokeren. Hij mocht na 56 minuten invallen voor Jessy Gálvez López. Op 8 maart 2014 scoorde Fauré zijn eerste doelpunt voor de Zebra's in de thuiswedstrijd tegen Lierse SK. Hij viel aan de rust in voor Giuseppe Rossini en scoorde in de 63e minuut later de gelijkmaker. In zijn eerste seizoen scoorde Fauré in totaal 8 doelpunten in 12 competitiewedstrijden voor Charleroi. Na het einde van het seizoen raakte bekend dat Fauré de Waalse club inruilde voor tweedeklasser Union Saint-Gilloise. Met dank aan zijn erg sterke prestaties tijdens de heenronde van het seizoen 2015-2016 (11 goals in 18 wedstrijden) verkaste hij in de winterstop naar Antwerp, dat op dat moment koploper was in de Belgische tweede afdeling. Hij tekende er een contract tot juni 2017.
| Seizoen | Club                 | Land               | Competitie         | Duels | Doelp. |
| ------- | -------------------- | ------------------ | ------------------ | ----- | ------ |
| 2002/03 | Toulouse FC          | Vlag van Frankrijk | Ligue 2            | 36    | 20     |
| 2003/04 | Toulouse FC          | Vlag van Frankrijk | Ligue 2            | 36    | 10     |
| 2004/05 | EA Guingamp          | Vlag van Frankrijk | Ligue 2            | 34    | 13     |
| 2005/06 | FC Istres            | Vlag van Frankrijk | Ligue 2            | 22    | 6      |
| 2005/06 | → Le Mans FC         | Vlag van Frankrijk | Ligue 1            | 14    | 2      |
| 2006/07 | Stade de Reims       | Vlag van Frankrijk | Ligue 2            | 37    | 15     |
| 2007/08 | Stade de Reims       | Vlag van Frankrijk | Ligue 2            | 35    | 16     |
| 2008/09 | Le Havre AC          | Vlag van Frankrijk | Ligue 1            | 10    | 1      |
| 2008/09 | Stade de Reims       | Vlag van Frankrijk | Ligue 2            | 19    | 4      |
| 2009/10 | Stade de Reims       | Vlag van Frankrijk | Ligue 2            | 0     | 0      |
| 2010/11 | Stade de Reims       | Vlag van Frankrijk | Ligue 2            | 30    | 8      |
| 2011/12 | Stade de Reims       | Vlag van Frankrijk | Ligue 2            | 35    | 15     |
| 2012/13 | EA Guingamp          | Vlag van Frankrijk | Ligue 2            | 29    | 4      |
| 2013/14 | EA Guingamp          | Vlag van Frankrijk | Ligue 1            | 4     | 0      |
| 2013/14 | Sporting Charleroi   | Vlag van België    | Jupiler Pro League | 12    | 8      |
| 2014/15 | Sporting Charleroi   | Vlag van België    | Jupiler Pro League | 37    | 6      |
| 2015/16 | Union Saint-Gilloise | Vlag van België    | Proximus League    | 20    | 11     |
| 2015/16 | Antwerp FC           | Vlag van België    | Proximus League    | 8     | 1      |
| 2016/17 | Union Saint-Gilloise | Vlag van België    | Proximus League    | 15    | 2      |
| Totaal  | Totaal               | Totaal             | Totaal             | 433   | 142    |